# Lamelles de bambou de Zoumalou
Les lamelles de bambou de Zoumalou (chinois simplifié : 走马楼简牍 ; chinois traditionnel : 走馬樓簡牘 ; pinyin : zǒumǎlóu Jiǎndú), sont une grande collection d'écrits antiques sur des lamelles de bambou (ancêtre des rouleaux) ou de bois qui a été découverte en 1996 à Zoumalou, dans la zone urbaine centrale de la ville de Changsha (province du Hunan) en Chine. Cet événement constitue l'une des plus importantes découvertes archéologiques chinoises des années 1990, ainsi que la zone de fouilles la plus importante de Changsha, juste après celle de Mawangdui. Toutes les trouvailles archéologiques faites à Zoumalou sont exposées au  Musée des lamelles de bambou de Changsha. 

## Premières découvertes
À Changsha, à l’angle sud-est du carrefour des routes de Huangxing et de Wuyi, se trouve un endroit nommé Zoumalou (走马搂). C'est là qu'en octobre 1996, sur le site de construction de Heiwado (平和堂), sont découvertes plus de 140 000 lamelles en bambou et en bois, du même genre que celles utilisées dans l'Antiquité pour écrire. Lors des fouilles, on trouva sur ce site des lamelles en bambou (竹简), des lamelles en bois (木简), des tablettes en bois (木牍), des lamelles recouvertes d'écritures (签牌) et des lamelles-sceaux (封检). Ces documents sont principalement des écrits d'ordres administratif et judiciaire du Royaume de Wu de la période des Trois Royaumes (220-280 après J.C.). Comme ces écrits concernent le Royaume de Wu, ces lamelles sont également nommées  « lamelles de bambou Wu de Zoumalou » (走马楼吴简). Ce site représente à la fois la plus grande concentration de lamelles en bambou et en bois jamais découvertes en Chine et la plus importante découverte d'archives historiques chinoises du XXe siècle. Les seules découvertes d'une importance comparable sont l'écriture ossécaille, les manuscrits de Dunhuang et une série de découvertes de lamelles de bambou qui ont eu lieu dans le Nord-Ouest de la Chine. À cause de la rareté et de l'importance de cette découverte, un musée entièrement consacré à ces lamelles, le « musée des lamelles de bambou de Changsha » est créé en 2002, à Changsha. La création de ce musée ne signifie pas pour autant que ces découvertes sont totalement exploitées car ce n'est qu'en 2015, 19 ans après la découverte des lamelles, que les archéologues achèvent enfin leur restauration et leur réorganisation,.

## Découvertes ultérieures
Entre 1996 et 2015, trois nouvelles découvertes similaires ont lieu a proximité ou à Zoumalou même :  
- en 2003, plus de vingt mille nouvelles lamelles en bambou sont découvertes à Zoumalou[1]. Ces lamelles sont plus anciennes que les précédentes, car elles remontent à la période des Han occidentaux (202 av. J.-C. – 8 apr J.-C.) ;
- en 2004, ce sont 206 autres lamelles de bambou, avec des personnages, qui sont découvertes à Dongpailou (东牌楼). Celles-ci datent de la période des Han orientaux (25-220 après J.C.), qui suit celle des Han occidentaux et précède celle du royaume de Wu[6] ;
- enfin, le 22 juin 2010, des dizaines de milliers de lamelles de bambou supplémentaires sont découvertes sur un  chantier de construction, au sud-est du croisement des routes de Wuyi et de Zoumalou, au niveau de la station de métro Wuyi Square de la ligne 2 du métro de Changsha. Tout comme les lamelles découvertes en 2004, celles-ci datent de la période des Han orientaux[7].